# Entodon attenuatus
Entodon attenuatus är en bladmossart som beskrevs av Mitten 1891. Entodon attenuatus ingår i släktet Entodon och familjen Entodontaceae. Inga underarter finns listade i Catalogue of Life.